# Leonard Chess
Leonard Chess (Motaí, Bielorrússia, 12 de março de 1917 – Chicago, 16 de outubro de 1969) foi o fundador da Chess Records. Influência no desenvolvimento do blues elétrico.

## Início de sua vida
Nascido Lejzor Czyz em uma comunidade judia em Motaí, Bielorrússia. Ele e seu irmão Fiszel, irmã Malka e mãe seguiram seu pai para Chicago em 1928. O nome da família foi mudado para Chess, com Lejzor se tornando Leonard e Fizsel se tornando Philip.

## Chess Records
Leonard e seu irmão Phil se envolveram na cena de clubes noturnos negros do sul de Chicago em 1946, quando eles fundaram o Macomba Lounge. Em 1947, Leonard se associou com a Aristocrat Records, aumentando sua parte na companhia com o tempo; eventualmente ele e Phil viriam a tomar controle total. Os irmãos Chess mudaram a companhia de pop negro, jazz e outros gêneros para blues sulista com artistas como Muddy Waters. Em 1950, os irmãos Chess trocaram o nome da companhia para Chess Records. My foolish heart (Gene Ammons), Rollin Stone (Muddy Waters) e That's all right (Jimmy Rogers) estavam entre os primeiros lançamentos do novo selo. Leonard Chess tocou baixo e bateria em uma das sessões de gravação de Muddy Waters em 1951.
Leonard entrou em contato com Sam Philips (da Sun Records) para ajudá-lo a encontrar e gravar novos artistas do sul. Phillips forneceu Chess com gravações de Howlin' Wolf, Rufus Thomas, e Doctor Ross entre outros. Desses, Howlin' Wolf especialmente se tornou muito popular, e a Chess Records teve que lutar por ele contra outras companhias que também receberam gravações de Wolf feitas por Phillips. Ao mesmo tempo, outros artistas importantes ingressaram, incluindo Bo Diddley e Sonny Boy Williamson, enquanto Willie Dixon e Robert Lockwood Jr. tinham um papel significativo nos bastidores compondo músicas e participando como músicos de estúdio. Nos anos 50, o sucesso comercial da Chess Records cresceu com artistas como Little Walter, The Moonglows, The Flamingos e Chuck Berry, e nos anos 60 com Etta James, Fontella Bass, Koko Taylor, Little Milton, Laura Lee and Tommy Tucker assim como os selos subsidiários Checker, Argo e Cadet.
Com o passar dos anos 60, a Chess começou a gravar outros gêneros incluindo gospel, jazz tradicional, comédia e outros. No começo dos anos 60, Leonard se envolveu com o negócio de radiodifusão como dono de parte da rádio WVON-AM e mais tarde adquiriu a WSDM-FM, ambas em Chicago. Em outubro de 1969, poucos meses depois de vender seu selo para a General Recorded Tape (GRT) por 6 milhões e meio de dólares, Leonard Chess morreu de um ataque cardíaco.

## Adaptações em Filme
Leonard Chess foi o foco de dois filmes, Cadillac Records de 2008 onde foi interpretado por Adrien Brody e Who do you love? interpretado por Alessandro Nivola.